# Horst (Seevetal)
Horst ist ein Ortsteil der Gemeinde Seevetal im Landkreis Harburg in Niedersachsen.

## Geographie

### Geographische Lage
Der Ort liegt südlich von Hamburg am Nordrand der Lüneburger Heide und damit im Pendlereinzugsgebiet des Hamburger Großraums. Horst grenzt im Norden an Maschen und im Süden an Ramelsloh. Das nahe gelegene „Horster Dreieck“, an dem sich die A 7 und die A 1 treffen, ist nach diesem Ort benannt.

### Gewässer
Durch Horst fließt die etwa 40 km lange Seeve, die in Wehlen entspringt und in der Elbe mündet.

## Geschichte

### Eingemeindungen
Horst gehört zu den 19 ehemaligen Gemeinden, aus denen am 1. Juli 1972 die Gemeinde Seevetal entstanden ist.

### Einwohnerentwicklung
Horst hat 1.879 Einwohner, davon 87 mit Nebenwohnsitz.

## Politik
Der Ortsrat, der die Seevetaler Ortsteile Horst, Maschen und Hörsten gemeinsam vertritt, setzt sich aus 21 Mitgliedern zusammen. Die Ratsmitglieder werden durch eine Kommunalwahl für jeweils fünf Jahre gewählt.
Bei der Kommunalwahl 2021 ergab sich folgende Sitzverteilung:
| Ortsrat 2021Insgesamt 21 Sitze - SPD: 5 - Grüne: 3 - FWG: 3 - FDP: 2 - CDU: 7 - AfD: 1 |

## Sehenswürdigkeiten
- Horster Mühle[5] (Wassermühle aus dem Jahre 1529)